# Кошница (Молдова)
Кошница (рум. Coșnița) — село в Дубоссарском районе Молдавии. Является административным центром коммуны Кошница, включающей также село Погребы.

## География
Село расположено на высоте 19 метров над уровнем моря, у реки Днестр.

## Население
По данным переписи населения 2004 года, в селе Кошница проживает 4996 человек (2500 мужчин, 2496 женщин).
Этнический состав села:
| Национальность | Число жителей | Процентный состав |
| -------------- | ------------- | ----------------- |
| молдаване      | 4828          | 96.64             |
| украинцы       | 79            | 1.58              |
| русские        | 71            | 1.42              |
| гагаузы        | 5             | 0.1               |
| болгары        | 3             | 0.06              |
| румыны         | 1             | 0.02              |
| евреи          | 1             | 0.02              |
| прочие         | 8             | 0.16              |
| Всего          | 4996          | 100%              |

## Известные уроженцы
- Барац, Йосеф (1890—1968) — израильский политический и общественный деятель, основатель первого киббуца.
- Корняну, Леонид Ефимович (1909—1957) — молдавский писатель, драматург, фольклорист и переводчик.
- Солтан, Пётр Семёнович (род. 1931) — советский молдавский математик, академик Академии наук Республики Молдова.